# Museu Nacional dos Povos Indígenas
Il Museu Nacional dos Povos Indígenas di Rio de Janeiro (lett. Museo nazionale dei popoli indigeni), originariamente noto come Museu do Índio (lett. Museo degli indios) è un istituto per lo studio e la ricerca della storia, della cultura e delle tradizioni delle popolazioni autoctone brasiliane. È posto sotto l'egida dalla Fundação Nacional dos Povos Indígenas. Fu creato su iniziativa dell'antropologo brasiliano Darcy Ribeiro nel 1953.
È l'unica istituzione ufficiale dedicata completamente alle culture indigene.
La sua prima collocazione fu un edificio a Rua Mata Machado nel quartiere di Maracanã. Nel 1978, una parte delle collezioni vengono trasferite in un'altra sede, una struttura ottocentesca in Rua das Palmeiras, a Botafogo. La dimora, composta da 11 sale, è elencata tra i beni culturali della nazione dall'Instituto do Patrimônio Histórico e Artístico Nacional, fu costruita come casa padronale dall'imprenditore attivo nell'industria alimentare João Rodrigues Teixeira.
La sua ricca collezione sulle società indigene brasiliane più contemporanee, è composto da 14.000 pezzi etnografici; 16.000 pubblicazioni nazionali ed internazionali specializzate in etnologia e in altri settori correlati nella Biblioteca "Marechal Rondon"; 50.000 immagini in vari media, essendo 3000 foto già acquisiti e memorizzati su CD-ROM; quasi duecento film, video e registrazioni audio, oltre a 500.000 documenti di testo storici su diversi gruppi indigeni e la politica indigena in Brasile intrapresa dalla fine del XIX secolo fino ai giorni oggi.
Il 22 marzo del 2013, per volontà del governo, la polizia tenta un ennesimo sgombero della struttura di Maracanã dalle popolazioni indio che la tengono occupata dal 2006 per scongiurarne la demolizione, ed evitare la dispersione dell'istituzione museale, misure che dovevano essere effettuate per l'ampliamento dello stadio "Mário Filho" e la costruzione di un parcheggio pubblico, opere ipotizzate per servire la domanda ai Mondiali di Calcio nel 2014. A seguito delle proteste e dell'indignazione pubblica che ne è seguita il governo e le amministrazioni locali sono ritornate sui loro passi, decidendo di non distruggere l'edificio ottocentesco e di riaprire il museo.